# Lliura barcelonina
La lliura barcelonina era una unitat monetària encunyada a Barcelona i utilitzada a l'edat mitjana i l'edat moderna a Catalunya.
Va ser la moneda oficial de la República Catalana l'any 1641 però ja s'hi usava a l'edat mitjana. A la baixa edat mitjana va arribar a ser una de les monedes més fortes a la Mediterrània i a Europa, malgrat que a partir de finals del segle xiv va anar reculant fora del país en front d'altres monedes. Tot i així, va continuar funcionant com a moneda de compte.
El sistema monetari barceloní tenia el seu origen en el carolingi i es fonamentava en el pes de l'argent, de manera que una lliura corresponia a 327 grams de plata. Del barceloní van derivar els sistemes monetaris valencià i mallorquí (vegeu també: lliura mallorquina i lliura valenciana). Els tres sistemes comptaven amb lliures que tenien com a divisors 20 sous o també 240 diners.
Al voltant del segle xviii, la lliura barcelonina també era anomenada "lliura catalana" i era equivalent 10 rals, 20 sous, 240 diners i 2'67 pessetes.